# Pokutien

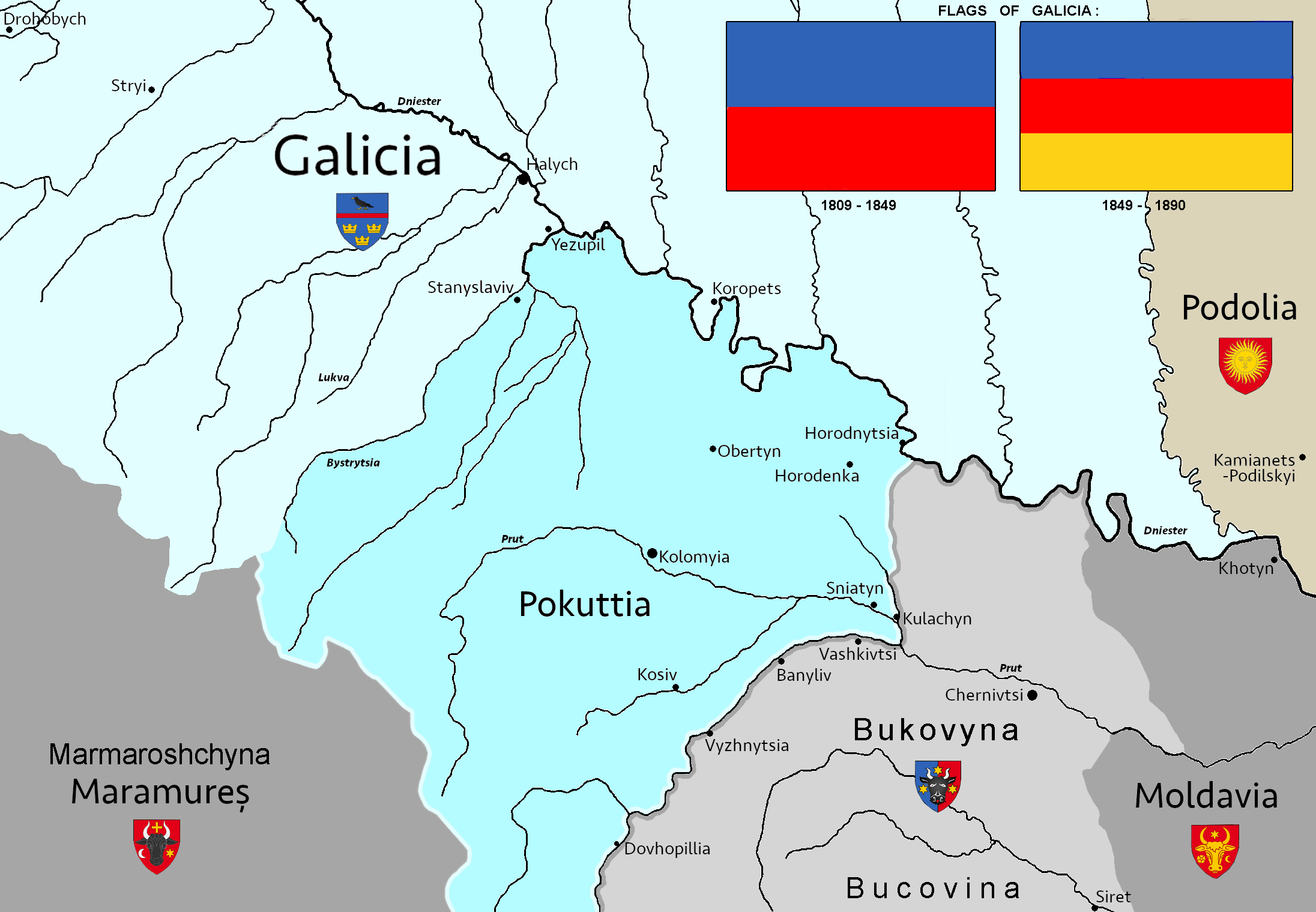
Karte der historischen Pokuttya (blau-grün), erstellt anhand von Jancu J. Nistor, Die moldauischen Ansprüche auf Pokutien. Wien 1910

Pokutien (ukrainisch Покуття Pokuttja, rumänisch Pocuția, polnisch Pokucie) liegt im südöstlichen Zipfel von Galizien im heutigen rumänisch-ukrainischen Grenzgebiet. Der Name Pokutien wird seit dem Ende des 17./Anfang des 18. Jahrhunderts als Gebietsbezeichnung verwendet. Er leitet sich von dem slawischen Wort kut ab, was auf Deutsch „Ecke“ bedeutet. Mit hoher Wahrscheinlichkeit bezieht es sich auf die eckig-schroffen Felsen und die kurvig-hügelige Hochgebirgslandschaft, aber es ist auch die geographische Lage zu beachten, da es einen Keil zwischen der Bukowina und Transkarpatien bildet.

## Geographie
Diese Landschaft wird auf natürliche Weise von fünf Flüssen umschlossen. Der Dnister bildet die Nordgrenze und der Tscheremosch (Черемош) im Osten kennzeichnet die Grenze zur Bukowina. Im Süden ergibt die Schlucht der Weißen Theiß die Grenze zum Kreis Maramureș. Die Schwarze Theiß und die Goldene Bistritz gestalten die Westgrenze von Pokutien.
Das Gebiet Pokutien wird durch den Fluss Pruth in eine nördliche und eine südliche Hälfte geteilt. Der Pruth durchfließt die Kreisstadt Kolomyja, die historische Hauptstadt von Pokutien. Weiterhin breitet sich das Gebiet westlich entlang des Tscheremosch-Flusses aus.

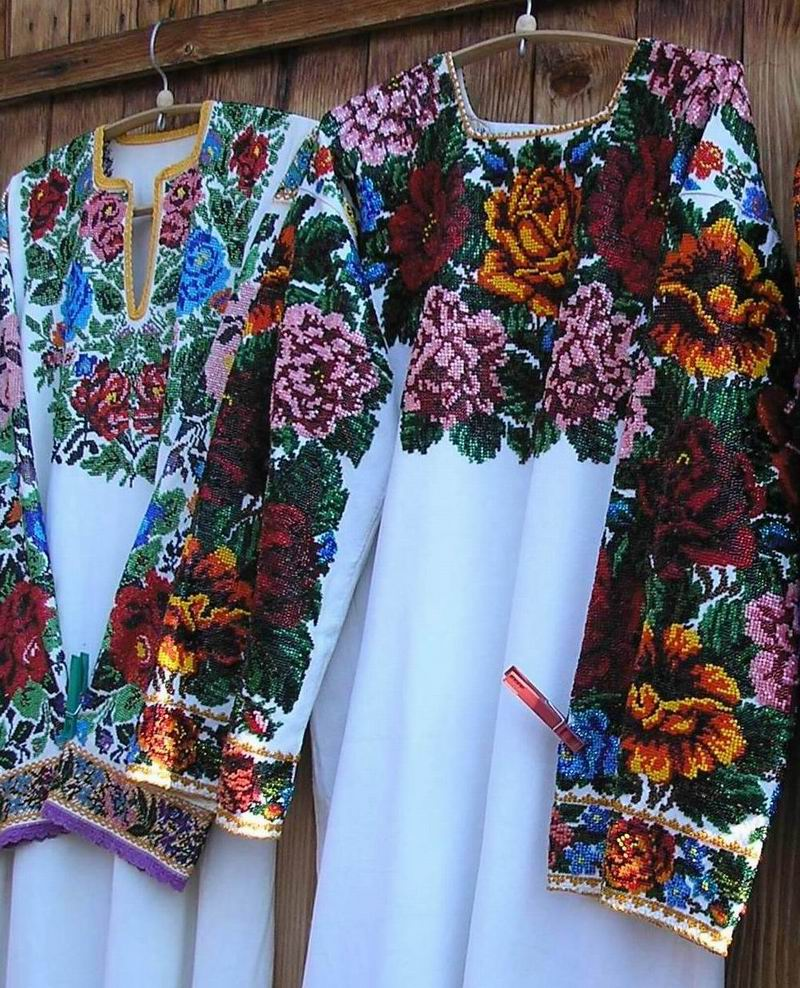
Huzulisches Hochzeitskleid, Markt in Kossiw, Oblast Iwano-Frankiwsk, 2005

Die nördliche Hälfte von Pokutien ist durch eine Mittelgebirgslandschaft gekennzeichnet, deren bergige Ausläufer als Wiesen und Felder genutzt werden. Der südliche Teil ist eine Hochgebirgslandschaft der östlichen Waldkarpaten und wird auch als Huzulenland bezeichnet, denn es ist das Hauptsiedlungsgebiet der Huzulen. Der höchste Gipfel dieser reich bewaldeten Bergwelt ist die Howerla (2061 m). Dieser kuppelförmige Berg ist für die Huzulen heilig. Am Fuße dieser Erhebung haben viele Flüsse ihre Quelle, so auch der Pruth und die Weiße Theiß, die mit der Schwarzen Theiß zusammen als Theiß den größten Zufluss zur Donau bildet.
Geographisch trifft auf diesem nicht sehr großen Terrain die Podolische Platte mit ihren Steppen auf das Karpatenvorland. Pokutien zwängt sich als spitzer Keil ins Gebirge hinein, dessen Ränder von Pruth und Tscheremosch gebildet werden.

## Geschichte
1349 geriet die Region unter polnische Herrschaft. Im 14. bis 16. Jahrhundert gehörte das Gebiet zeitweise zum Fürstentum Moldau Es gab jedoch immer wieder Streitigkeiten um die Besitzansprüche. 1527 kam es in Ungarn zwischen dem Habsburger Ferdinand I. und Johann Zápolya zu einem Kampf um die Krone. Petru Rareș stand zunächst mit Polen und mit Zápolya im Bunde, er trat jedoch auch im Frühjahr 1527 mit Ferdinand in Verbindung und leistete diesem, als er im Laufe des Jahres 1528 kurz vor dem Sieg gegen Zápolya stand, bedeutende Dienste. Rareș ließ Pokutien ausplündern, um so die nötigen Summen aufzubringen, die er als Trubut an die Türken entrichten musste. Er wechselte gegen Ende des Jahres 1528 erneut die Seiten und trat wieder zu Zápolya über. Er unterwarf im Februar 1529 die mit Ferdinand verbündeten Szekler und führte weitere Schlachten. 1530 hatte er in der Walachei an Einfluss gewonnen und versuchte nun Pokutien endgültig zu erobern. Im August 1530 forderte er durch eine Gesandtschaft die Herausgabe der Provinz. Im Dezember nahm er es gewaltsam in Besitz, doch der Hetman Jan Tarnowski drängte ihn erfolgreich zurück. Mit 6000 gegen 20 000 Mann schlugen sie Rareș im August 1531 bei Obertyn. Im September verwüstete er das Land erneut und es folgten ein länger andauernder Grenzkrieg und langwierige erfolglose Friedensverhandlungen. In der Wallachei verlor er nach dem Tod seines Schwiegersohnes Vlad im November 1532 jeden Einfluss. 1537 griff der polnische König den moldauer Fürsten, an um sich für dessen Einmarsch in Pokutien zu rächen. 1538 hatten sich Zápolya und Ferdinand von Österreich versöhnt und Rareș hatte mit dem König von Polen endgültig einen Frieden ausgehandelt, indem er ihm Pokutien „auf ewig“ zusprach.
Charakteristisch für Pokutien ist die Bevölkerung, die sich aus Russinen und Walachen (Rumänen) zusammensetzt. Bis zu einem gewissen Grad deckte sich das historische Pokutien mit dem noch von den ersten Jagiellonen berufenen Verwaltungskreis Kolomyia.
Nach der Ersten Teilung Polens im Jahr 1772 stand der Landstrich unter österreichischer Herrschaft. 1919 befand sich der Regierungssitz der Westukrainischen Volksrepublik kurze Zeit in Stanislau (Iwano-Frankiwsk). Um einen polnisch-rumänischen Korridor herzustellen, wurde Pokutien im Mai von polnischen und rumänischen Truppen besetzt. Die rumänische Armee übergab Ende August 1919 Pokutien an Polen, wo es bis zum Zweiten Weltkrieg verblieb. 1945 wurde es in die Ukrainische SSR eingegliedert.
Das historische Pokutien bildet heutzutage die östliche Hälfte des ukrainischen Verwaltungsbezirks Oblast Iwano-Frankiwsk. Hauptstadt dieses Bezirks ist Iwano-Frankiwsk, die bis 1962 Stanislau hieß. Für touristische Zwecke sowie zur Begrenzungen von historischen Ereignissen oder kulturellen Besonderheiten wird die Bezeichnung Pokutien teilweise als Gesamtname für den Bezirk Iwano-Frankowsk verwendet.